# Nicol Gastaldi
Nicol Gastaldi (Piove di Sacco, 16 febbraio 1990) è un'ex sciatrice alpina argentina.

## Biografia
Nata nel 1990 a Piove di Sacco da padre argentino e madre italiana, è sorella di Sebastiano Gastaldi, anche lui sciatore alpino, partecipante alle Olimpiadi di Soči 2014 e Pyeongchang 2018.

### Stagioni 2006-2016
Ha preso parte alle prime gare internazionali nel 2005, a 15 anni, esordendo in South American Cup il 5 agosto a Chapelco in slalom gigante (28ª). Nel 2009 ha partecipato per la prima volta ai Campionati mondiali: nella rassegna iridata di Val d'Isère ha gareggiato nello slalom gigante e nello slalom speciale, non terminando nessuna delle due gare; il 18 settembre dello stesso anno ha ottenuto il primo podio in South American Cup, ad Antillanca in slalom speciale (2ª).
L'anno successivo, a 19 anni, ha esordito ai Giochi olimpici invernali: a Vancouver 2010 si è classificata 48ª nello slalom gigante e non ha completato lo slalom speciale. Il 20 agosto 2011 ha conquistato la prima vittoria in South American Cup, a Chapelco in slalom gigante; nel 2013 non ha terminato la gara di slalom speciale ai Mondiali di Schladming mentre due anni dopo, nella rassegna iridata di Vail/Beaver Creek 2015, è stata 57ª nello slalom gigante e non ha terminato lo slalom speciale.

### Stagioni 2017-2019
Ai Mondiali di Sankt Moritz 2017 è arrivata 51ª nello slalom gigante e non ha terminato la prova di qualificazione dello slalom speciale; nello stesso anno ha conquistato l'ultima vittoria in South American Cup, l'8 agosto a Cerro Catedral in slalom gigante, e ha esordito in Coppa del Mondo, il 19 dicembre a Courchevel in slalom gigante non qualificandosi per la seconda manche. Ai successivi XXII Giochi olimpici invernali di Pyeongchang 2018, sua ultima presenza olimpica, è arrivata 42ª nello slalom gigante e non ha terminato lo slalom speciale.
Il 27 agosto 2018 ha conquistato l'ultimo podio in South American Cup, a Las Leñas in slalom gigante (2ª), e il 1º febbraio 2019 ha disputato la sua seconda e ultima gara in Coppa del Mondo, lo slalom gigante di Maribor che non ha completato. Ai successivi Mondiali di Åre 2019, suo congedo iridato, ha chiuso 44ª lo slalom gigante e 9ª la gara a squadre; si è ritirata al termine di quella stessa stagione 2018-2019 e la sua ultima gara è stata lo slalom gigante di Coppa Europa disputato il 16 marzo a Folgaria, chiuso dalla Gastaldi al 55º posto.

## Palmarès

### South American Cup
- Vincitrice della South American Cup nel 2014
- Vincitrice della classifica di slalom gigante nel 2017 e nel 2018
- Vincitrice della classifica di slalom speciale nel 2014
- 19 podi:
  - 4 vittorie
  - 10 secondi posti
  - 5 terzi posti

#### South American Cup - vittorie
| Data              | Località       | Paese     | Specialità |
| ----------------- | -------------- | --------- | ---------- |
| 20 agosto 2011    | Chapelco       | Argentina | GS         |
| 13 settembre 2012 | Cerro Catedral | Argentina | SL         |
| 15 agosto 2013    | Cerro Catedral | Argentina | SL         |
| 8 agosto 2017     | Cerro Catedral | Argentina | GS         |

Legenda:

GS = slalom gigante

SL = slalom speciale

### Campionati argentini
- 7 medaglie:
  - 1 oro (slalom gigante nel 2018)
  - 3 argenti (slalom gigante nel 2011; slalom speciale nel 2016; slalom gigante nel 2019)
  - 3 bronzi (slalom gigante nel 2006; supergigante nel 2007; slalom speciale nel 2012)